# Carapa alticola
Carapa alticola är en tvåhjärtbladig växtart som beskrevs av Kenfack & á.J.Pérez. Carapa alticola ingår i släktet Carapa och familjen Meliaceae. Inga underarter finns listade i Catalogue of Life.